# Списък на вавилонските царе
Това е списък на царете в царство Вавилония в Древна Месопотамия.

## Старовавилонско царство
(Средна бронзова епоха)

### 1-ва вавилонска (аморейска) династия
Първата вавилонска династия, чието тривековно управление (1894 – 1595 г. пр. н. е.) обикновено се определя като старовавилонски период (или Старовавилонско Царство) управлявала 299 години (ок. 1895 – 1595 пр.н.е.). Началото ѝ поставил Сумуабум
- 1) Суму-абум 1895 – 1881 пр.н.е.
- 2) Суму-ла-Ел 1881 – 1845 пр.н.е.
- 3) Сабиум 1845 – 1831 пр.н.е.
- 4) Апил-Син 1831 – 1813 пр.н.е.
- 5) Син-мубалит 1813 – 1793 пр.н.е., Шамши-Адад I
- 6) Хамурапи 1792 – 1750 пр.н.е.
- 7) Самсу-илуна 1749 – 1712 пр.н.е.
- 8) Абиешу 1711 – 1684 пр.н.е.:
- 9) Ами-дитана 1683 – 1647 пр.н.е.
- 10) Ами-цадука 1646 – 1626 пр.н.е.
- 11) Самсу-дитана 1625 – 1595 пр.н.е.

Край на 1-ва династия, Мурсили I от Хетското царство завладява Вавилония и следващата династия е на Каситите

## Средно вавилонско царство

### 2-ра вавилонска династия (на морската държава)
- Царе на морската държава

### 3-та династия (1-ва каситска династия)
- Агум II Какриме 1594 – 1571 пр.н.е.
- Бурна-буриаш I 1570 – ???? пр.н.е.
- Каштилиаш III ? пр.н.е.
- Улам-буриаш 1430 пр.н.е.
- Агум III 1415 пр.н.е.
- Кадашман-харбе I ? пр.н.е.
- Кара-индаш ? пр.н.е.
- Кури-галзу I ????–1383 пр.н.е.
- Кадашман-Енлил I 1382 – 1366 пр.н.е.
- Бурна-буриа II 1365 – 1338 пр.н.е., 36. година Amenophis III
- Кара-Хардаш 1337 – 1336 пр.н.е.
- Нази-Бугаш 1336 – 1336 пр.н.е.
- Кури-галзу II 1335 – 1309 пр.н.е.
- Нази-Марутташ 1308 – 1283 пр.н.е.
- Кадашман-Тургу 1282 – 1265 пр.н.е.
- Кадашман-Енлил II 1264 – 1256 пр.н.е., 16. година Рамзес II
- Шагаракти-шуриаш 1255 – 1234 пр.н.е.
- Каштилиаш IV 1233 – 1226 пр.н.е.
- Адад-шума-узур 1225 – 1196 пр.н.е.

### 4-та династия (2-ра каситска династия)
- Мели-Шипак 1195 – 1181 пр.н.е.
- Мардук-апла-идина I 1180 – 1167 пр.н.е.
- Забаба-шума-идина 1166 – 1161 пр.н.е.
- Енлил-надин-ахе 1160 – 1158 пр.н.е.

Край на Каситската династия: инвазия 1158 пр.н.е. от Šutruk-Nahhunte II

### 5-а династия (-ра династия на Исин)
(ок. 1156 – 1026 пр.н.е.), управлявала 128 години
- Мардук-набит-ахишу 1157 – 1140 пр.н.е.
- Итти-Мардук-балату 1139 – 1132 пр.н.е.
- Нинурта-надин-шуми 1131 – 1126 пр.н.е.
- Навуходоносор I, 1125 – 1104 пр.н.е.
- Енлил-надин-апли 1103 – 1100 пр.н.е., Enlil-nadin-apli
- Мардук-надин-ахе 1099 – 1082 пр.н.е.
- Мардук-шапик-зери 1081 – 1069 пр.н.е.
- Адад-апла-идин 1068 – 1047 пр.н.е.
- Мардук-зера 1046 – 1034 пр.н.е.
- Набу-шуму-либур 1033 – 1026 пр.н.е.

## 6-а династия (2-ра династия на Морската държава)
(1026 – 1008 пр.н.е.)
- Симбар-шīпак (Simbar-šīhu) 1026 – 1008 пр.н.е.
- Ea-mukīn-zēri, 1008 пр.н.е.; (5 месеца) узурпатор
- Kaššu-nādin-ahi 1008 – 1005 пр.н.е.

## 7-а династия (Династия Бази)
- Eulmaš-šākin-šumi 1005 – 988 пр.н.е.
- Ninurta-kudurrī-usur II 988 – 985 пр.н.е.
- Širikti-Šuqamuna 985 пр.н.е. (3 месеца)

## 8-а династия (Еламска династия)
- Мар-Бити-Апла-Ушур (Mār-Bīti-Apla-Usur), 985 – 979 пр.н.е.; Еламската династия, само един владетел

## 9-а династия
- Nabû-mukīn-apli 979 – 943 пр.н.е.
- Ninurta-kudurrī-usur II 943 пр.н.е. (8 месеца)
- Mar-bīti-ahhē-iddina ок. 943–ок. 900 (?) пр.н.е.
- Šamaš-mudammiq ca. 900 пр.н.е.
- Nabu-šuma-ukin I 899 – 887
- Nabu-apla-idina I 887 – 851
- Marduk-zakir-šumi I 851 – 824
- Marduk-balāssu-iqbi 823–ок. 813
- Baba-aha-iddina от ок. 813 пр.н.е.

Следват няколко години с неизвестни царе.
- Ninurta-apla – ?
- Marduk-bel-zeri
- Marduk-apla-usur 782 – 770 пр.н.е.
- Халдейска династия (Бит Якин)
- Ериба-Мардук 770 – 760
- Халдейска династия (Бит Якин)
- Набу-шум-ишкун| 760 – 747 [2]
- Халдейска династия (Бит Дакури)
- Набонасар 747 – 733 Nabu-nasir
- Набу-надин-зери 733 – 732/731
- Набу-шум-укин II 732/731 731 (1 месец) узурпатор
- Набу-мукин-зери 731 – 729 пр.н.е. Халдейска династия (Бит Амукани)

През 729/728 пр.н.е. Вавилония е завладяна от асирийците 

## 10-а династия (Асирия)
(728 – 626 пр.н.е.)
- 84) Тиглатпаласар III 728 – 726 пр.н.е. Tukulti-apil-Ešarra III
- 85) Салманасар V 726 – 721 пр.н.е.
- 86) Мардук-апла-идин II 721 – 710 пр.н.е. Merodach-Baladan
- 87) Саргон II 709 – 705 пр.н.е. Šarrum-ken II
- 88) Сенахериб 705 – 703 пр.н.е. Син-аххи-ериба
- 89) Мардук-закир-шуми II 703 – 703 пр.н.е.
- 90) Мардук-апла-идин II 703 – 703 пр.н.е. Merodach-Baladan
- 91) Бел-ибни 703 – 700 пр.н.е.
- 92) Ашур-надин-шуми 700 – 694 пр.н.е.
- 93) Нергал-ушезиб 694 – 693 пр.н.е.
- 94) Мушезиб-Мардук 692 – 689 пр.н.е.
- 95) Сенахериб 689 – 680 пр.н.е. Син-аххи-ериба
- 96) Асархаддон 680 – 669 пр.н.е. Ашшур-аха-иддин
- 97) Ашурбанипал 669 – 668 пр.н.е. Aššur-bani-apli
- 98) Шамаш-шум-укин 668 – 648 пр.н.е.
- 99) Кандалану 648 – 627 пр.н.е.
- 100) Син-шум-лишир 627 – 627 пр.н.е.
- 101) Син-шар-ишкун 627 – 626 пр.н.е.

626 пр.н.е. вавилонско въстание в Нипур

## Нововавилонско царство

### 11-а династия
- Набопаласар 626 – 605 пр.н.е.
- Навуходоносор II 604 – 562 пр.н.е.
- Амел-Мардук 561 – 560 пр.н.е.
- Нергал-шар-ушур 559 – 556 пр.н.е.
- Лабаши-Мардук 556 пр.н.е.
- Набонид 555 – 539 пр.н.е.
- Балтазар(Валтасар) 552 – 543 пр.н.е.

539 пр.н.е. – завладяване на Вавилония от персийския цар Кир II Велики, който след година формално коронясва сина си за цар.

### Краткотрайни наследници 522 – 521 пр.н.е. и 484 пр.н.е.
- Небукаднецар III (Nidintu-Bel) 522 пр.н.е., узурпатор
- Небукаднецар IV (Aracha) 521 пр.н.е., узурпатор
- Šamaš-eriba 484 пр.н.е., узурпатор
- Bel-šimanni 484 пр.н.е., узурпатор само в Борсипа и Дилбат